# Кундса
Кундса (ест. Kundsa) — село в Естонії, входить до складу волості Міссо, повіту Вирумаа.